# Línia evolutiva de Seedot
Aquesta línia evolutiva de Pokémon inclou Seedot, Nuzleaf i Shiftry.

## Seedot
Seedot és una de les espècies que apareixen a la franquícia Pokémon, una sèrie de videojocs, anime, mangues, llibres, cartes col·leccionables i altres mitjans que va ser inventada per Satoshi Tajiri i ha generat milers de milions de dòlars en beneficis per a Nintendo i Game Freak. És de tipus planta i evoluciona a Nuzleaf.
- Evolució: Nuzleaf Nv:14

## Nuzleaf
Nuzleaf és una de les espècies que apareixen a la franquícia Pokémon, una sèrie de videojocs, anime, mangues, llibres, cartes col·leccionables i altres mitjans que va ser inventada per Satoshi Tajiri i ha generat milers de milions de dòlars en beneficis per a Nintendo i Game Freak. És de tipus planta i tipus sinistre. Evoluciona de Seedot i evoluciona a Shiftry.
- Evolució: Shiftry "Piedra hoja" Pedra fulla

## Shiftry
Shiftry és una de les espècies que apareixen a la franquícia Pokémon, una sèrie de videojocs, anime, mangues, llibres, cartes col·leccionables i altres mitjans que va ser inventada per Satoshi Tajiri i ha generat milers de milions de dòlars en beneficis per a Nintendo i Game Freak. És de tipus planta i tipus sinistre, i evoluciona de Nuzleaf amb una pedra fulla.
Segons GamesRadar+, el disseny d'aquest Pokémon es basa en els tengu del folklore japonès.